# 田阳站
田阳站，位于中华人民共和国广西壮族自治区百色市田阳区田州镇金狮路11号，是南昆铁路、南昆客运专线上的火车站，建于1997年，于2015年12月11日开办动车业务，由南宁铁路局百色车务段管辖。

## 車站周邊
- 田阳县职业技术学校
- 中铁十九局集团
- 田阳县食品药品监督所
- 田阳县审计局
- 田阳县财政局
- 田阳县市政管理局
- 田阳县农产品质量认证中心
- 田阳县烟草专卖局
- 田阳县农村商业银行三雷支行

## 歷史
- 建于1997年。
- 2015年12月11日开办动车业务。